# Shey Peddy
Sheylani Marie Peddy, detta Shey (Boston, 28 ottobre 1988), è una cestista statunitense, professionista nella WNBA.

## Carriera
È stata selezionata dalle Chicago Sky al secondo giro del Draft WNBA 2012 (23ª scelta assoluta).